# Etinylestradiol
Etinylestradiol eller 17α-etynylestradiol, är ett halvsyntetiskt östrogen som ingår i flera östrogenläkemedel, vanligen tillsammans med en gestagen (syntetisk progesteronanalog). Detta ämne ingår för närvarande i 30-talet läkemedel som marknadsförs i Sverige. En av de gestagener som etinylestradiol i vissa p-piller kombineras med är noretisteron. Denna kombination finns även tillgänglig som p-plåster och spruta. Noretisteron är dock inte den enda gestagen som tillsammans med etinylestradiol som utgör de aktiva ingredienserna i bland annat p-piller. Det tillhör klassen hydroxysteroider, och utövar sin verkan genom att binda till östrogenreceptorer och kärnreceptorunderfamilj 1, grupp I, medlem 2.
Etinylestradiol är en xenoöstrogen med hög östrogen verkan när det intas oralt. Det är ett av de vanligaste  syntetiska östrogener som används i p-piller, då ofta tillsammans med levonorgestrel. Andra användningsområden är som läkemedel mot kvinnlig hypogonadism, HRT vid klimakteriebesvär, bröstcancer, prostatacancer, och dagen-efter-piller.
Risker med etinylestradiol är bildning av blodproppar, i synnerhet för rökare och kvinnor över 35 år. Liksom andra läkemedel utsöndras det ur kroppen via urin och galla och når via avlopp miljön. Det har påträffats i vatten där det påverkar fiskars och grodors fertilitet negativt, då handjur drabbas av feminisering. Däremot finns ännu inga rapporterade effekter hos människan via miljön. På grund av den bevisade påverkan på vattenlevande djur räknas det som en miljörisk. Beroende på vilken teknik som reningsverken använder kan 0–90 % av etinylestradiolet avlägsnas.
Medan ett annat syntetiskt östrogen (dietylstilbestrol) visat sig vara cancerogent (gynekologisk cancer och bröstcancer), används etinylestradiol som behandling vid samma cancerformer samt skydda mot prostatacancer. Frågan om östrogenets betydelse för utvecklingen av till exempel bröstcancer är dock kontroversiell. Andra studier fastslår att bruk av etinylöstradiol kan öka risken för att drabbas.
Användning av läkemedel innehållande etinylestradiol kan hos vissa patienter ge upphov till följande biverkningar:
- Minskad sexlust
- Huvudvärk
- Illamående
- Mag- eller buksmärtor
- Migrän
- Yrsel
- Depression
- Ångest
- Apati
- Humörsvängningar
- Vaginal svampinfektion
- Vaginal torrhet
- Ömmande bröst
- Cystit
- Akne
- Hudutslag
- Vätskeansamling och viktuppgång